# Шарль де Сен-П'єр
Шарль-Ірене Кастель, абат Сен-П'єр (фр. Charles-Irénée Castel, abbé de Saint-Pierre; 18 лютого 1658, Сен-П'єр-Егліз — 29 квітня 1743, Париж) — відомий французький публіцист, один з найвизначніших поборників ідеї вічного миру.
З'явившись наприкінці XVII ст. до Парижа, він зблизився з Сегре, Ніколем, Мальбраншем, Фонтенелем. Герцогиня Орлеанська зробила його своїм духівником, а кардинал Мельхіор де Поліньяк взяв із собою на Утрехтський конгрес, який і навів абату ідею його знаменитої книги «Проект вічного миру» (Projet de paix perpétuelle, 1713).
Тієї ж ідеєю умиротворення пройняті його «Міркування про полісинодії» (фр. Discours sur la polysynodie, 1718), де він сміливо відмовляє Людовику XIV в імені Великого за несправедливі війни та за скасування Нантського едикту. За це його виключили з Академії, і Мопертюї, його заступнику, було заборонено вимовити йому традиційний панегірик. Це не збентежило захопленого людинолюбця (Сен-П'єр увів у французьку мову слово «bienfaisance», звідки й українське «благодійність»); протягом багатьох років він продовжував у салонах та у пресі викладати свої філантропічні утопії.

## Праці

### Друковані праці
- Ouvrages de morale et de politique. Rotterdam: J.-D. Beman ; Paris: Briasson, 1733–1740
- Projet pour rendre la paix perpétuelle en Europe. Utrecht: A. Schouten, 1713
- A lasting peace through the federation of Europe; and, The state of war English translation
- Discours sur la polysynodie. Amsterdam: Du Villard & Changuion, 1719
- Projet pour perfectionner l'éducation. Paris: Briasson, 1728[7]
- Abrégé du projet de paix perpétuelle. Rotterdam: J.-D. Bernan, 1729.
  - An Abridged Version of the Project for Perpetual Peace, ed. Roderick Pace, trans. Carmen Depasquale. Valletta: Midsea Books, 2009. ISBN 978-9993272373
- De la douceur. Amsterdam: Briasson, 1740
- André Robinet (ed.), Correspondance G. W. Leibniz, Ch. I. Castel de Saint-Pierre, Paris: Centre de philosophie du droit, 1995. ISBN 978-2911495007

### Переписка
Сен-П'єр обмінювався листами з багатьма світилами свого часу, включаючи Вольтера. Його листи часто закінчувалися формулою «Рай тим, хто творить добро».